# Crediton
Crediton är en stad och civil parish i Mid Devon i Devon i England. Orten har 6 837 invånare (2001). Byn nämndes i Domedagsboken (Domesday Book) år 1086, och kallades då Criteton/Chritetona/Chrietona.